# اوبرنهولتس
اوبرنهولتس (به آلمانی: Obernholz) یک شهر در آلمان است که در گیفهورن واقع شده‌است. اوبرنهولتس ۹۳۱ نفر جمعیت دارد.